# Sčítání lidu Spojených států amerických v roce 2010

Logo sčítání

Sčítání lidu Spojených států amerických v roce 2010 bylo 23. z pravidelných sčítání konaných každých deset let od roku 1790. Podle něj bylo 1. dubna 2010 ve Spojených státech amerických 308 745 538 obyvatel, což je nárůst 9,7 % oproti 281 421 906 obyvatelům v roce 2000.